# Ágrafa
Pour l’article homonyme, voir Agrafa (massif).
Ágrafa (en grec moderne : τα Άγραφα, au pluriel) est un village du nord du district régional grec d’Eurytanie, siège d'un dème (municipalité) homonyme, située dans un massif montagneux portant le même nom. 
Selon le recensement de 2011, la population du dème compte 6 976 habitants pour 924,08 km2, tandis que celle du village s'élève à 310 habitants.
La région des Ágrafa est le territoire d’origine d’Antónis Katsantónis (en) (1772–1809), un klephte connu pour son opposition au pouvoir ottoman.